# ウィンター・ウルフ
ウィンター・ウルフ(Winter wolf)は、テーブルトークRPG『ダンジョンズ&ドラゴンズ』（D&D）に登場するホッキョクオオカミに似た魔獣である。

## 掲載の経緯
ウィンター・ウルフは長らくウルフの一種として紹介されてきた。

初登場はアドバンスト・ダンジョンズ&ドラゴンズ（AD&D）第1版の『Monster Manual』(1977、未訳)である。第2版では、『Monstrous Compendium Volume One』(1989、邦題『モンスター・コンベンディウムⅠ』)に登場し、『Monstrous Manual』(1983、未訳)に再掲載された。

ウィンター・ウルフが単体のモンスターとして初めて登場したのはD&D第3版で、『モンスターマニュアル』(2000)に登場し、3.5版でも改訂版『モンスターマニュアル』(2005)に登場した。

D&D第4版では『モンスター・マニュアルⅡ』(2009)に以下の個体が登場した。
- ウィンター・ウルフ／Winter Wolf
- ウィンター・ウルフの“雪の牙”／Winter Wolf Snowfang
- ライム・ハウンド／Rime Hound
- サン・オヴ・ザ・スピリット・ウルフ／Son of the Spirit Wolf

ダンジョンズ&ドラゴンズ ミニチュアゲームでは第5集、“アンダーダーク”に加えられた。
D&D第5版では、『モンスター・マニュアル』(2014)にて、独自の物語背景を持たない動物、昆虫、植物などのモンスターをまとめた“Miscellaneous Creatures”欄に登場している。

### パスファインダーRPG
D&D3.5版のシステムを継承するパスファインダーRPGにてウィンター・ウルフは『ベスティアリィ』(2009)にて、ウォーグの一種として登場している。

## 肉体的特徴
ウィンター・ウルフの体長は約8フィート(約2.4m)、体高は4.5フィート(約1.4m)、体重は450ポンド(約200kg)ほどある。
氷のような青い目をした、真っ白な毛皮を持ったオオカミである。

## 生態
ウィンター・ウルフはツンドラや寒冷地に棲まう狡猾で危険な肉食獣である。
ウィンター・ウルフの知性は人間と変わりなく、共通語の他に巨人語を話せる。彼らはフロスト・ジャイアントのような寒冷地に棲む強大な種族の仲間として、斥候や番犬を務めている。
ウィンター・ウルフはオオカミと同様に群れで狩りを行う。狩猟の方法もオオカミのように円形に取り囲み、それぞれの狼が交互に攻撃して敵の消耗を待ち、押さえ込む。

ウィンター・ウルフは通常のオオカミと違う所は、彼らは冷気のブレスを吐けることである。
悪の手先として獲物を弄ぶウィンター・ウルフの属性は“中立にして悪”である。
ウィンター・ウルフの毛皮は金貨5000枚の価値がある希少品である。
ウィンター・ウルフの“雪の牙”(Winter Wolf Snowfang)はさらなる特技として、自らの身体を吹雪に変化することができる。
ライム・ハウンド(Rime Hound、“霜の猟犬”ほどの意)は冬と氷を司るプライモーディアル(古代神霊)が冷気の元素から作ったとされる魔獣で、自らの崇拝者に使いとして与えることがある。ライム・ハウンドの毛皮は氷柱に覆われており、戦闘では氷柱を飛ばす攻撃を繰り出す。
サン・オヴ・ザ・スピリット・ウルフ(Son of the Spirit Wolf、“狼霊の子”ほどの意)は“大いなる狼の霊”と呼ばれる強力な祖霊の血を引く極めて強力なウィンター・ウルフで、ホワイト・ドラゴンの長老をも凌駕する。

## コンピュータゲームでのウィンター・ウルフ
- 『ファイナルファンタジー』

第1作に登場。
- 『ブレイズ&ブレイド 〜Eternal Quest〜』

T&E SOFTが1998年にプレイステーションにて発売したアクションRPG。
続編に『ブレイズ&ブレイドバスターズ』がある。
- 『モンスタードラゴン』

ハンゲームがブラウザゲームとして運営するデッキ構築型SLG。
- 『精霊ファンタジア』

オルトプラスがGREEにて配信するファンタジーカードバトルゲーム。

萌え擬人化した精霊(モンスター)を仲間にして育成するシステムで、ウィンター・ウルフも美少女化している。
- 『パペットガーディアン』

アーティファクトが運営する双六型MMORPG。ペットとして騎乗もできる。
- 『ファンタジーウォーカー』

ハンゲームがブラウザゲームとして運営していたRPG。2011年6月20日にサービス終了。

## トレーディングカードゲームでのウィンター・ウルフ
- 『モンスター・コレクション』

## 元ネタ
アルダの年表を参照
『指輪物語』第三紀にて、2911年に酷寒となりバランドゥイン川などが凍結し、北方からエリアドールに侵入してきた白狼がホビット庄を襲撃した。